# Marmande
Marmande ist eine französische Stadt mit 17.361 Einwohnern (Stand 1. Januar 2022) im Département Lot-et-Garonne in der Region Nouvelle-Aquitaine. Die Stadt ist Sitz der Unterpräfektur (französisch Sous-préfecture) des Arrondissements Marmande, dieses besteht aus zehn Kantonen. Die Stadt ist Hauptort der Kantone Marmande-1 und Marmande-2.
Marmande liegt zwischen Bordeaux (etwa 90 Kilometer nordwestlich) und Agen (etwa 65 Kilometer südöstlich) am östlichen, rechten Ufer der Garonne. Der Ort hat einen eigenen Bahnhof an der Bahnstrecke Bordeaux–Sète der SNCF.

## Geschichte
Während des Albigenserkreuzzuges verübten die Kreuzritter unter dem Prinzen Ludwig (VIII.) von Frankreich nach der Eroberung der Stadt 1219 ein Massaker, dem 5.000 Bewohner zum Opfer fielen.
1848 wurde bei Marmande ein zur Erde fallender Steinmeteorit beobachtet. Der gefundene Meteorit wog etwa drei Kilogramm und zählt zum eisenarmen Typ L5.

## Bevölkerungsentwicklung
| Jahr      | 1962   | 1968   | 1975   | 1982   | 1990   | 1999   | 2011   | 2018   |
| Einwohner | 13.542 | 15.559 | 16.911 | 16.953 | 17.568 | 17.199 | 18.218 | 17.534 |

## Kirchen und Kapellen in Marmande
- Stiftskirche Notre-Dame
- Kirche Notre-Dame-de-la-Présentation im Ortsteil Beyssac
- Evangelische Kirche
- Kirche Saint-Pierre im Ortsteil Granon
- Kirche Sainte-Marie-Madeleine im Ortsteil La Magdeleine
- Kirche Sainte-Quitterie im Ortsteil Garrigues
- Protestantische Kirche
- Kapelle Saint-Benoît
- Kapelle Notre-Dame-des-Vignes im Ortsteil Télégraphe
- Kapelle Saint-Jean-Marie-Vianney
- Kapelle Saint-Léger im Ortsteil Thivras
- Kapelle Saint-Vincent im Ortsteil Coussan

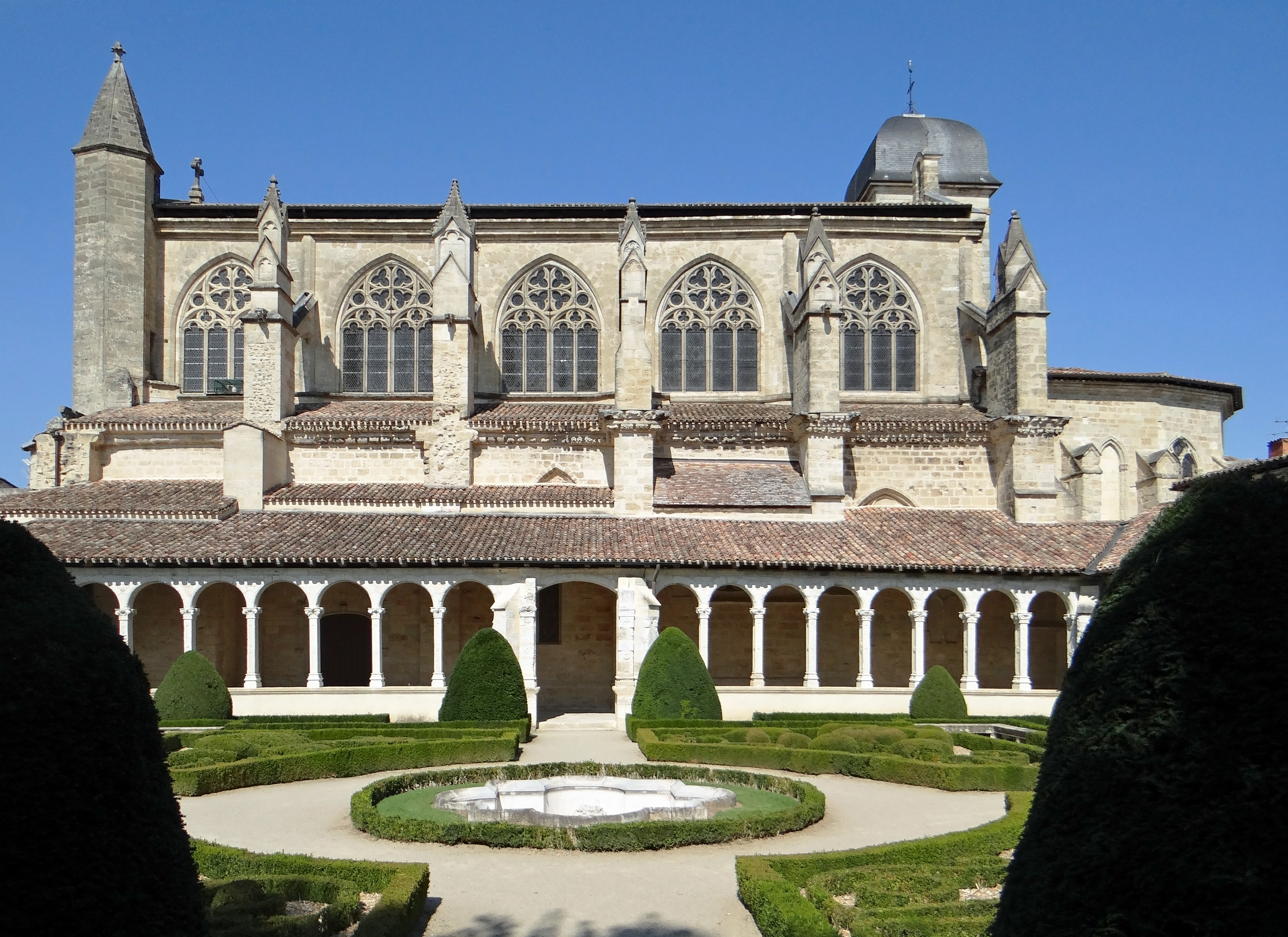
Kreuzgang und Garten der Kirche Notre-Dame
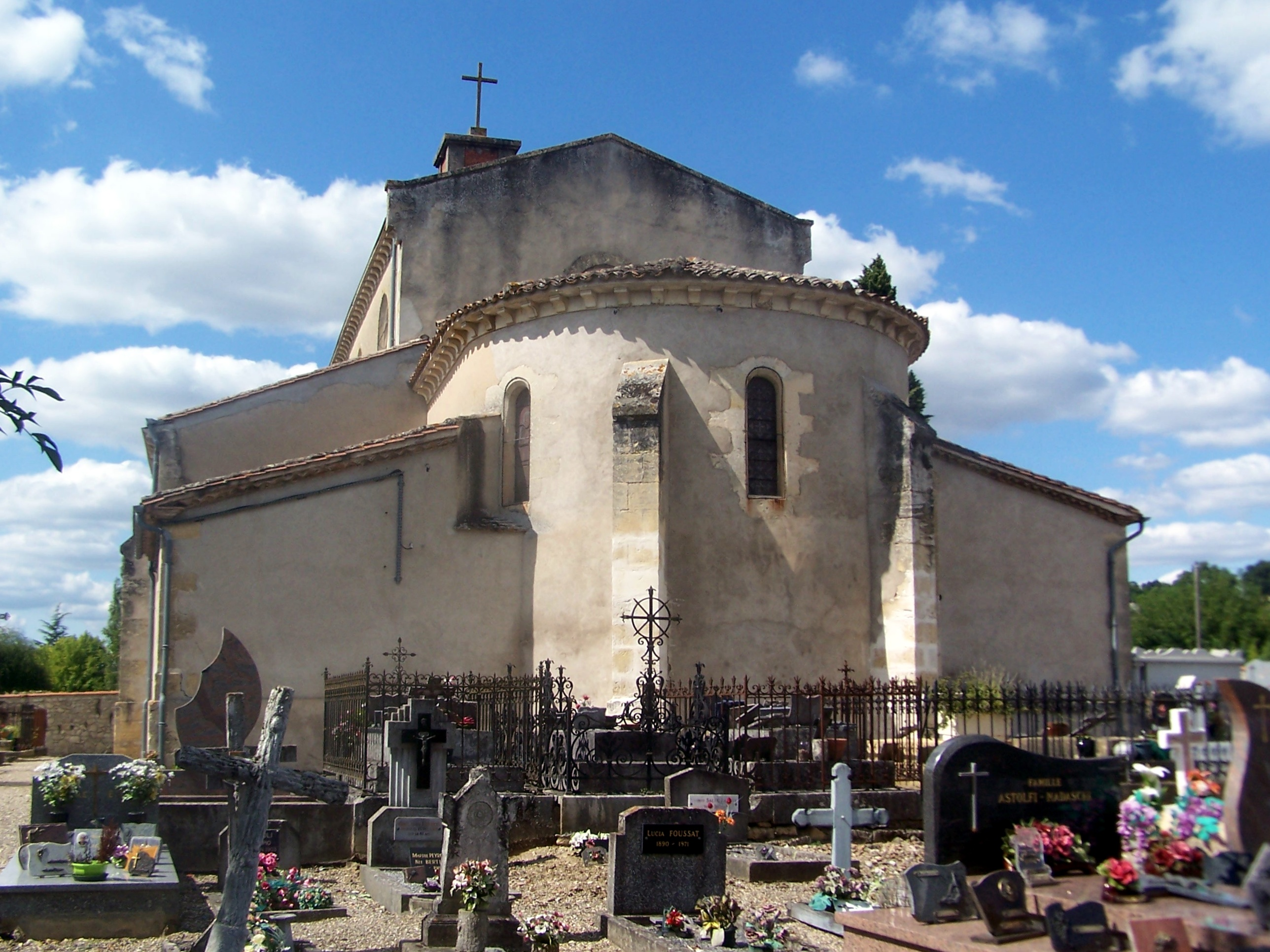
Kirche Notre-Dame-de-la-Présentation im Ortsteil Beyssac
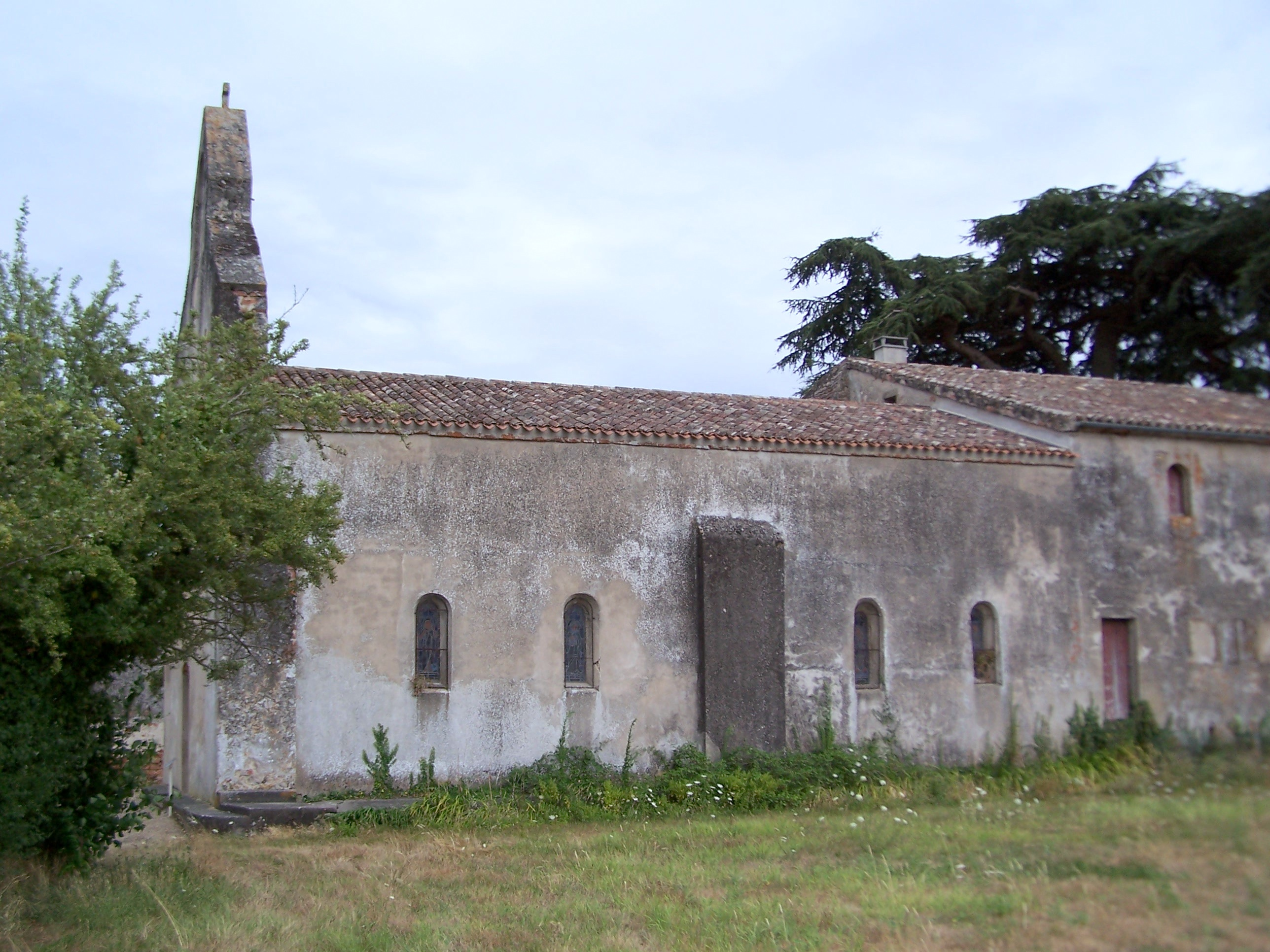
Kirche Sainte-Quitterie im Ortsteil Garrigues
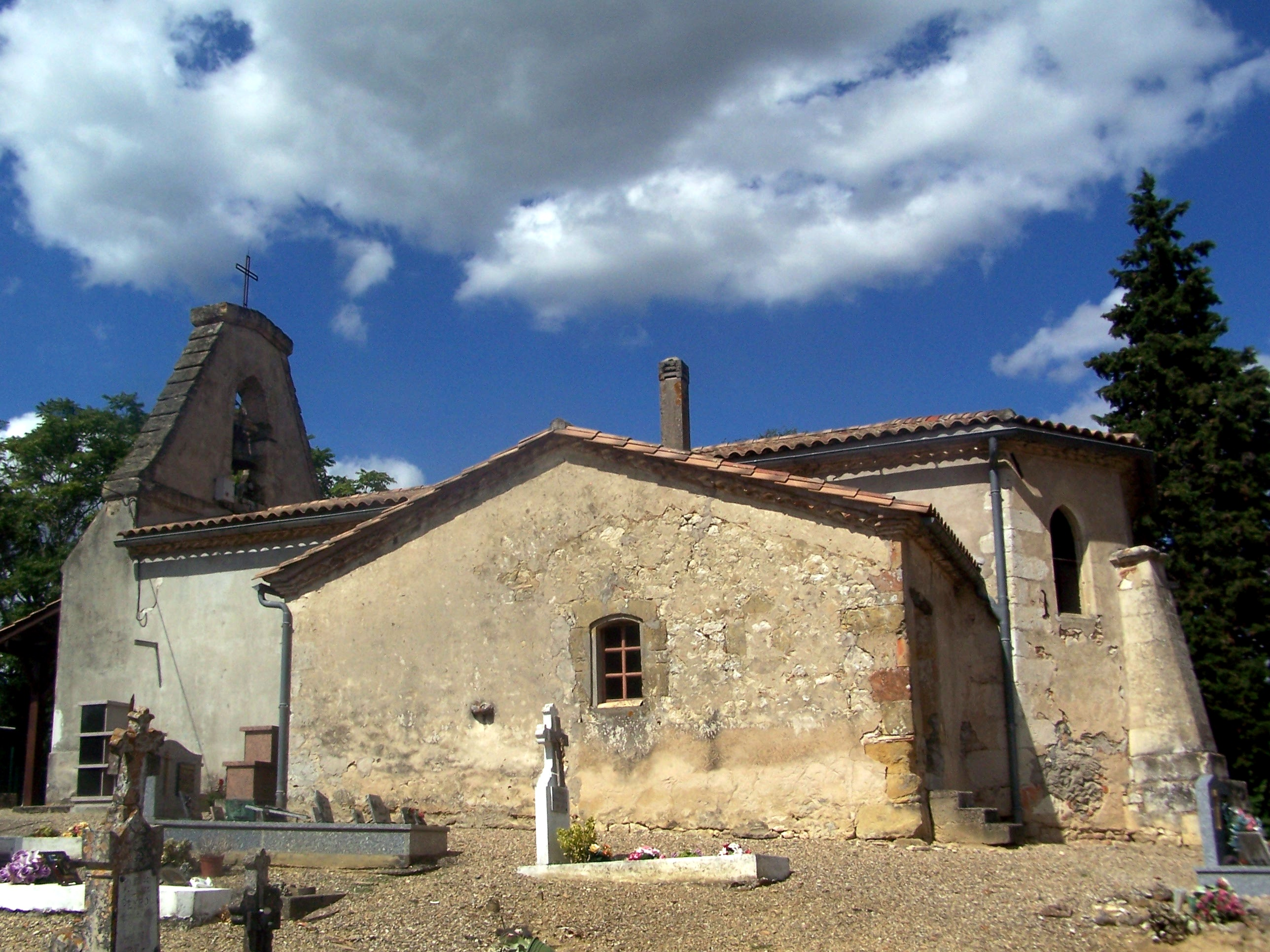
Kirche Sainte-Madeleine im Ortsteil La Magdeleine
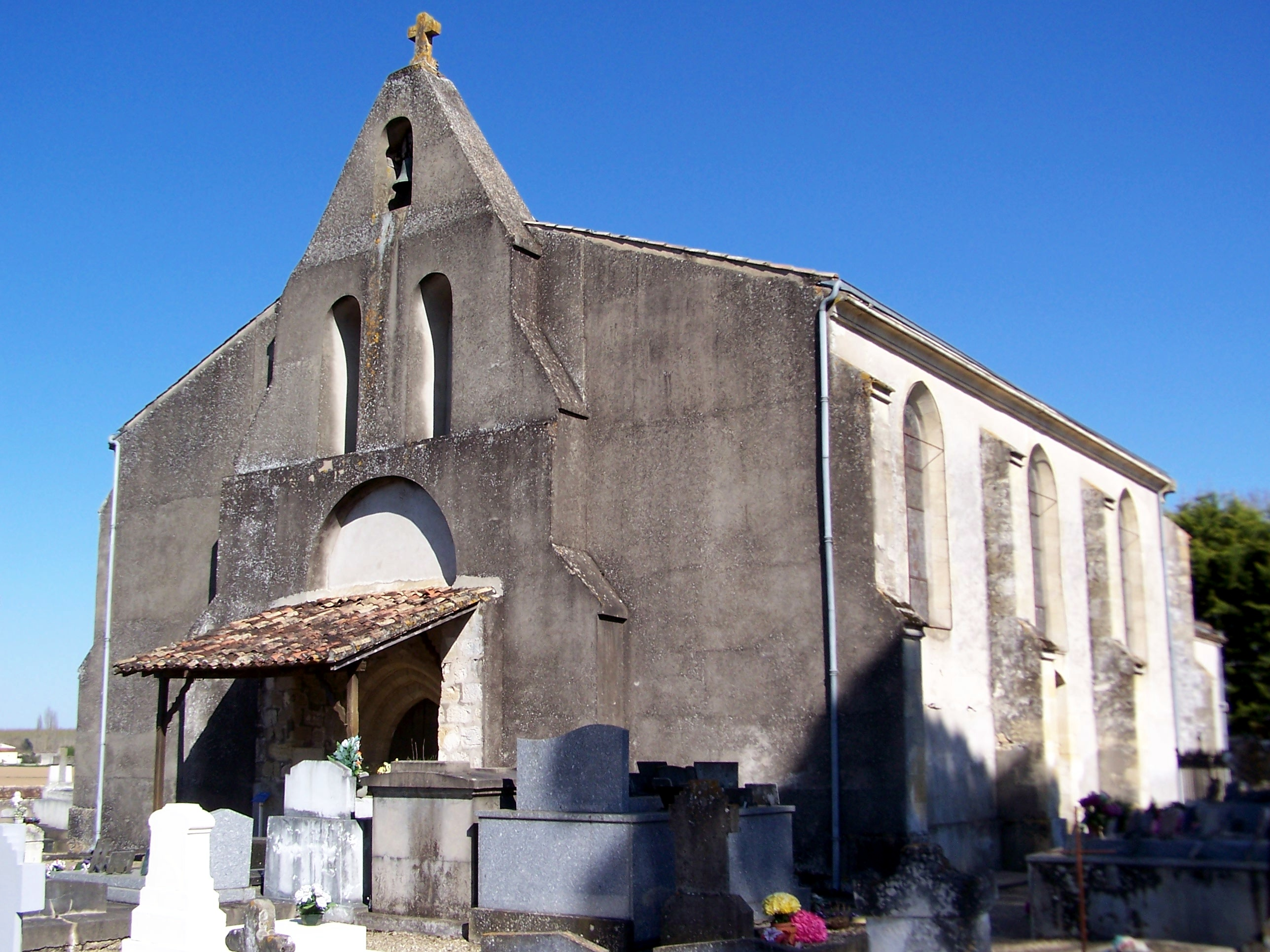
Kirche Saint-Vincent im Ortsteil Coussan
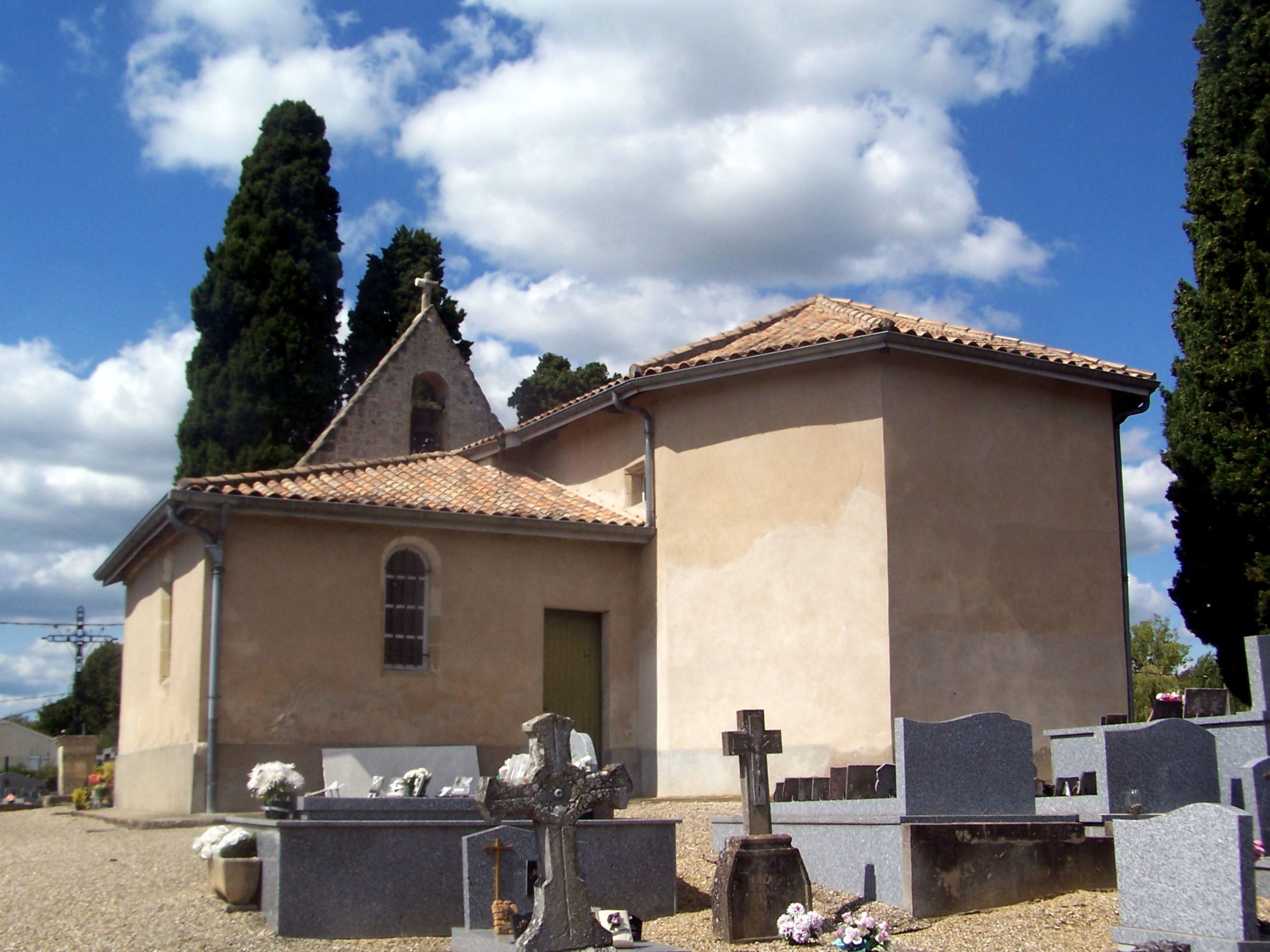
Kapelle Saint-André im Ortsteil Bouilhats
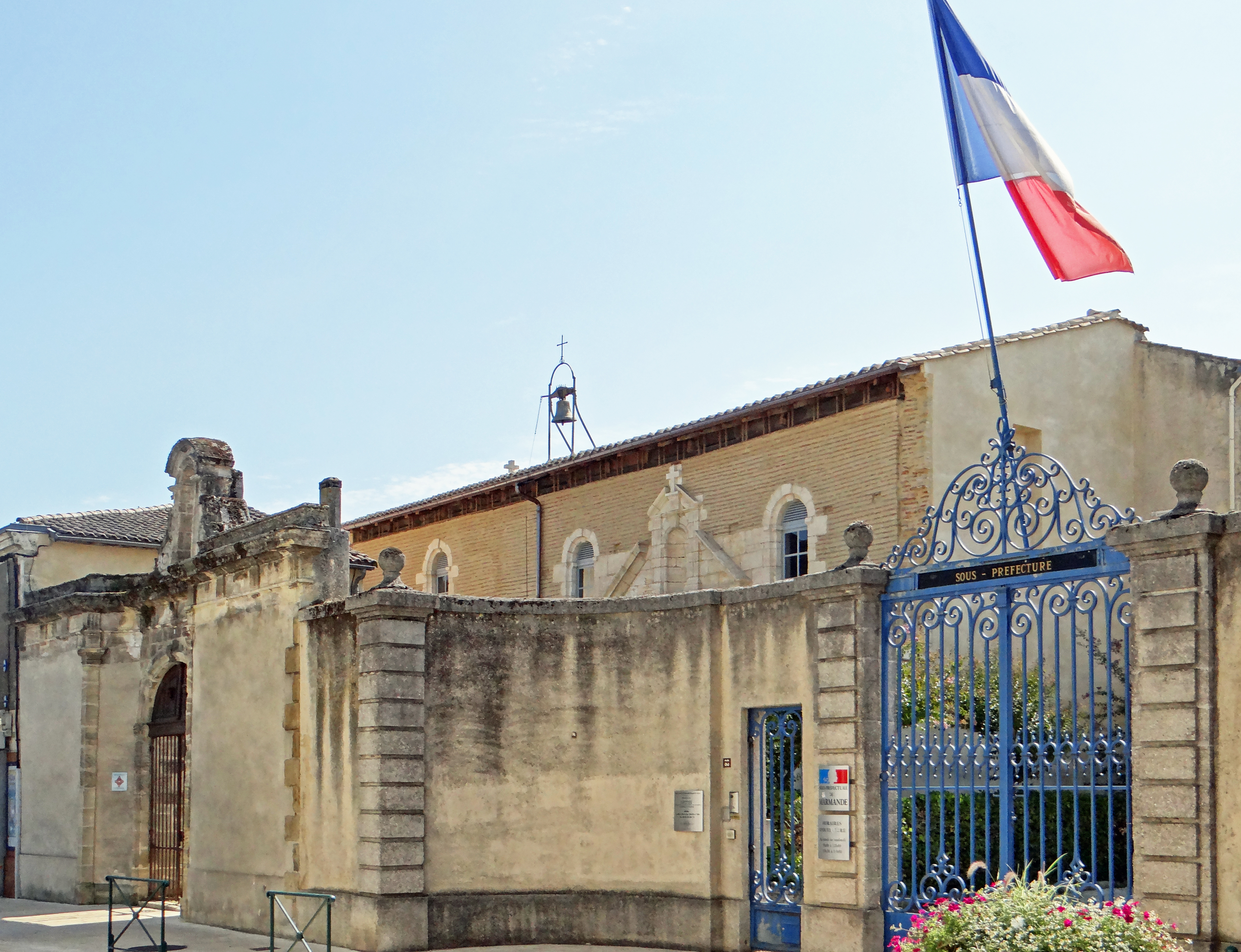
Kapelle Saint-Benoît
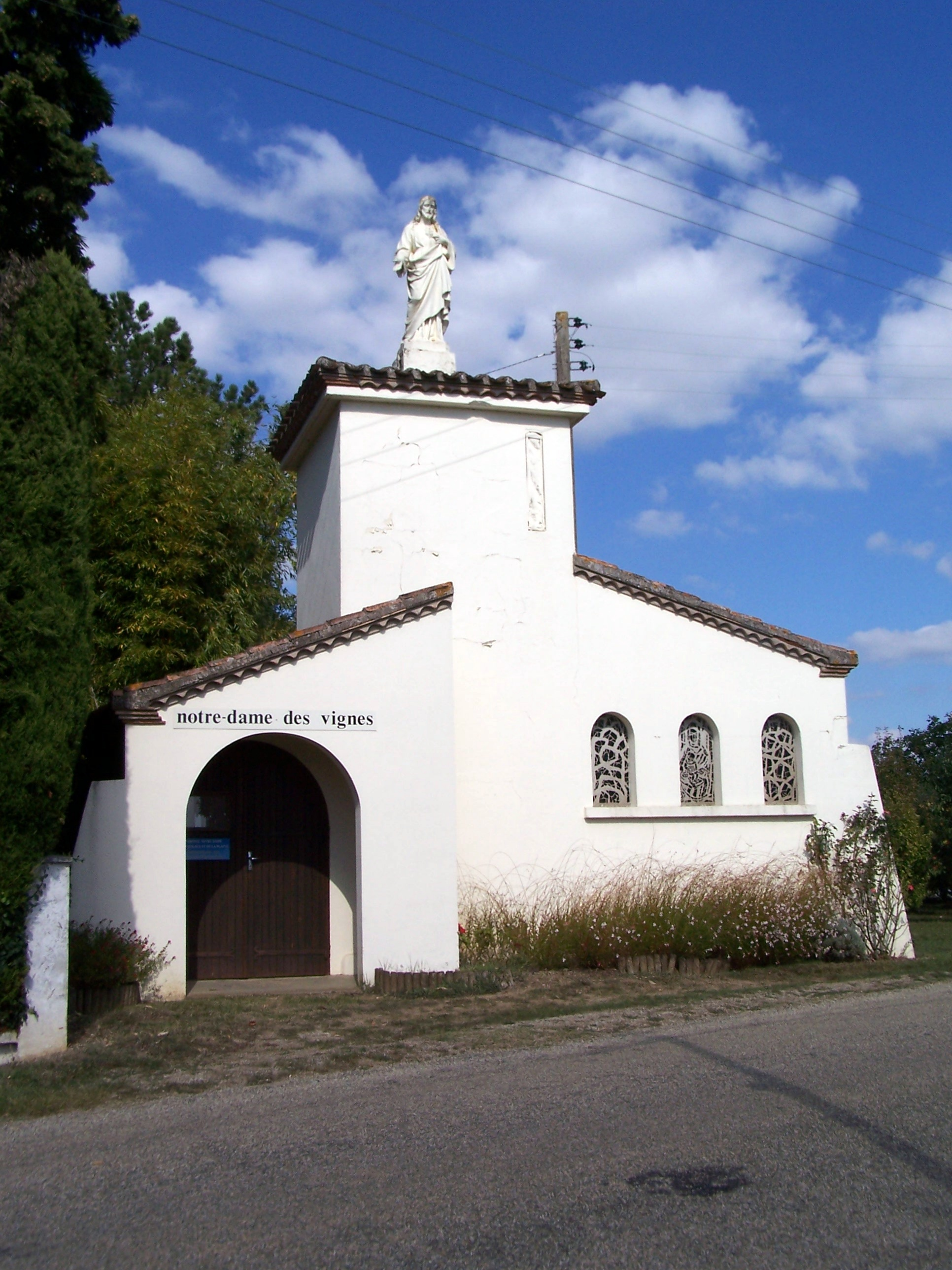
Kapelle Notre-Dame-des-Vignes im Ortsteil Télégraphe

## Sport
Jährlich am Vorabend des französischen Nationalfeiertags, dem 14. Juli, findet auf der Motorrad-Grasbahnrennstrecke im Rahmen der Langbahn-Weltmeisterschaft der Langbahn-WM-Grand-Prix von Frankreich statt.

## Kultur
Seit 1997 findet das spartenübergreifende Open-Air-Musikfestival Garorock im Stadtgebiet statt. Seit Februar 2013 befindet sich die Chinesische Glocke in der Stadt, die auf die Städtepartnerschaft mit Yuncheng hinweist.

## Städtepartnerschaften
Partnerstädte von Marmande sind Portogruaro in Venetien (Italien), Ejea de los Caballeros im spanischen Aragonien und seit 2013 Yuncheng in China.

## Persönlichkeiten
- Léopold Faye (1828–1900), Minister und Bürgermeister von Marmande
- Jean Jules Brun (1849–1911), General des Heeres und Politiker
- Paul Bourillon (1877–1942), Radsportler
- Tristan Derème (1889–1941), Dichter
- Bernard Maury (1943–2005), Jazzpianist
- Pierrick Fédrigo (* 1978), Radsportler

In Marmande wirkte Pierre Deluns-Montaud (1845–1907), Abgeordneter und Minister.